# Agrypon flaviceps
Agrypon flaviceps är en stekelart som beskrevs av Cameron 1905. Agrypon flaviceps ingår i släktet Agrypon och familjen brokparasitsteklar. Inga underarter finns listade i Catalogue of Life.